# Sociedade Educacional de Santa Catarina
A Sociedade Educacional de Santa Catarina (UNISOCIESC) é uma instituição educacional, cultural e tecnológica, presente em Joinville, Blumenau, São Bento do Sul, Balneário Camboriú, Florianópolis, Jaraguá do Sul e Itajaí em SC, e Curitiba no PR. Atua no ensino fundamental, fundamental bilíngue, médio, técnico, graduação, pós-graduação lato sensu e stricto sensu, (especializações em MBA e mestrados reconhecidos pela CAPES) cursos de extensão e capacitação empresarial, também atua na modalidade do ensino  a distância.
Além disso, oferece serviços de engenharia, consultoria e gestão para o desenvolvimento de novas tecnologias para empresas nacionais e internacionais. Os serviços são oferecidos a partir da moderna infraestrutura com laboratórios nas áreas de metrologia, química e mecânica, por meio das áreas de Gestão Tecnológica & Pesquisa e Desenvolvimento, Ferramentaria, Fundição e Tratamento Térmico. A Sociesc possui sistema de gestão da qualidade que atende aos requisitos da norma NBR ISO9001, devidamente certificado pelo BV- Bureau Veritas.

## Educação continuada
- Ensino infantil, fundamental, médio e técnico - Colégio da Tupy;
- Escola Internacional:[2] assume como missão: desenvolver cidadãos com autonomia e elevada capacidade de comunicação e expressão bilíngue; que egressem da escola jovens curiosos, inteligentes e solidários que ajudem a criar um mundo melhor e mais pacífico por meio da compreensão e do respeito interculturais.

## Ensino
Oferece cursos de graduação, pós-graduação e MBA.